# Manifestation de 2013 en Guinée
Il y a eu deux vagues de violence en république de Guinée en 2013, d'abord en février et mars, puis en juillet,,.
Neuf civils sont morts dans des violences politiques en Guinée en février 2013, après que des manifestants sont descendus dans la rue pour exprimer leurs inquiétudes quant à la transparence des élections de 2013,. Les manifestations ont été alimentées par la décision de la coalition d'opposition de se retirer du processus électoral pour protester contre le manque de transparence dans les préparatifs des élections. Neuf personnes ont été tuées lors des manifestations au début de 2013, tandis qu'environ 220 ont été blessées, et de nombreux décès et blessures ont été causés par les forces de sécurité utilisant des tirs à balles réelles sur les manifestants,.
En juillet 2013, il y a eu des combats ethnoreligieux entre les peuples  Kpelles (Guerze) et les Koniankés, ces derniers formant la base de soutien au président Alpha Condé, les premiers étant principalement constitués de l'opposition. Les violences de juillet ont fait 98 morts .

## Fond
La période précédant les élections de septembre 2013 a été pleine de controverse, le processus ayant été retardé quatre fois jusqu'à ce que le 12 mai soit convenu comme date de vote. Le scrutin parlementaire était initialement prévu pour 2011, mais a été reporté à quatre reprises jusqu'à ce que le 12 mai soit convenu. L'élection prévue pour le 12 mai est censée être la dernière étape de la transition du pays vers un régime civil après deux ans sous une junte militaire violente à la suite de la mort du leadeur Lansana Conte en 2008, mais elle a maintenant été reportée jusqu'en septembre,.
En septembre 2012, de nombreuses plaintes ont été déposées concernant l'arrestation arbitraire par le gouvernement de manifestants de l'opposition, dont 100 ont été détenus ce mois-là. Cela a entraîné la démission de deux ministres guinéens de l'opposition. Le président de la commission électorale nationale de Guinée, Louceny Camara, a également été contraint de démissionner après de nombreuses demandes de limogeage ; Camara était considéré comme un allié fidèle du président Alpha Condé et a été accusé d'avoir aidé à truquer les élections législatives en faveur de Alpha Condé. De plus, les partis d'opposition guinéens ont annoncé qu'ils ne participeraient plus au Conseil national de transition, qui sert de parlement intérimaire, et qu'ils boycotteraient également la commission électorale nationale.
La principale cause des protestations politiques a été la décision de la coalition de l'opposition guinéenne de se retirer du processus électoral le 24 février, qui a été suivi d'un appel aux citoyens à organiser des manifestations à l'échelle nationale,. Cette décision a été provoquée en partie par l'approbation par la Commission électorale nationale de la société de logiciels sud-africaine Waymark Infotech dans la compilation d'une nouvelle liste d'électeurs inscrits pour les élections. L'opposition fait valoir que l'entreprise est « ouverte à la fraude électorale », car elle a été choisie par le parti au pouvoir et a des antécédents de divergences non seulement lors des élections en Guinée, mais également lors d'autres élections africaines. En septembre 2012, des milliers de Guinéens ont défilé à Conakry pour protester contre Waymark avant d'être dispersés par la police avec des gaz lacrymogènes.
Les indigènes Guerze sont pour la plupart chrétiens ou animistes, tandis que les Konianke sont de nouveaux immigrants dans la région, musulmans et considérés comme proches de la communauté ethnique mandingue du Libéria. Les premiers sont considérés comme favorables au président libérien Charles Taylor, tandis que les premiers se sont battus avec les rebelles contre le gouvernement pendant la guerre civile libérienne.

## Manifestation et violence
Les manifestations ont commencé le 27 février 2013 après que la coalition de l'opposition a commencé à encourager et à organiser des manifestations dans la capitale, Conakry. Des milliers de partisans de l'opposition sont descendus dans les rues et des coups de fouet ont éclaté entre des jeunes lanceurs de pierres et des forces de sécurité armées de matraques, de fusils et de grenades lacrymogènes. Environ 130 personnes ont été blessées le premier jour, dont 68 policiers,. Des policiers en tenue anti-émeute ont été postés dans les bastions de l'opposition dans la capitale le lendemain, et le premier décès a été signalé ce jour-là,. Vendredi, les affrontements ethniques ont commencé, les peuls pro-opposition et les Malinkés pro-gouvernementaux se battant avec des couteaux et des matraques dans les rues de la capitale.
Les violences se sont aggravées le week-end après qu'un adolescent a été abattu par des soldats qui ont ouvert le feu sans discernement sur une rue de manifestants à Conakry, en blessant plusieurs autres . Selon un témoin, le jeune homme de 15 ans se rendait pour acheter du pain lorsqu'il a été abattu à bout portant, avec 13 autres personnes qui n'auraient apparemment pas protesté du tout. Deux autres décès signalés le week-end ont également été causés par des coups de feu.
Le 4 mars, la violence n'a montré aucun signe de ralentissement, avec de nouveaux affrontements entre les manifestants et les forces de sécurité gouvernementales faisant davantage de morts et de blessés par balles, portant le nombre de morts à cinq personnes.
La violence s'est également propagée à une autre ville, Labé, une région connue pour son allégeance au chef de l'opposition Cellou Dalein Diallo, 450 km de la capitale. Mardi, deux stations de radio privées, Planet FM et Renaissance FM, ont été attaquées lors des violences, dans un incident qui a été condamné par la Fédération internationale des journalistes.
Des coups de feu ont été tirés sur certaines parties du studio d'enregistrement de Planet FM alors qu'un leader de l'opposition était interviewé, tandis que d'autres actes de violence ont visé les locaux de Renaissance FM la nuit. Personne n'a revendiqué la responsabilité des attentats. Mercredi 6 mars, le nombre de morts avait atteint huit personnes après deux autres décès la veille, la violence aurait atteint davantage de villes à l'intérieur du pays.
Plusieurs semaines après les violences initiales, des rapports se sont également matérialisés faisant état de violences contre une autre station de radio, Lynx FM, des journalistes révélant que des partisans du parti au pouvoir avaient menacé un journaliste de la station le 27 février. Les militants l'auraient qualifiée d'espionne et menacé de l'attaquer au motif qu'elle appartenait au groupe ethnique peul. Peu de temps après, elle a été forcée de fuir avec un collègue d'une foule violente de jets de pierres. Un troisième reporter de Lynx FM, Asmaou Diallo, a été agressé par des inconnus devant le bureau de RPG alors qu'il portait une veste de presse. Elle a déclaré que les agresseurs l'avaient giflée après que quelqu'un eut dit qu'elle était une journaliste de l'opposition.
Une nouvelle tension a été constatée dans la semaine qui a suivi les émeutes, lorsque des milliers de partisans de l'opposition ont défilé à Conakry pour marquer les funérailles des neuf personnes décédées lors des manifestations. L'ancien Premier ministre Celou Dalein Diallo, aujourd'hui chef de l'opposition, a prononcé un discours lors de l'événement, appelant à la solidarité et à l'unité après une semaine de violence. Malgré les procédures pacifiques, les forces de sécurité ont tiré des coups de semonce et des gaz lacrymogènes pour disperser la foule, un habitant affirmant que des coups de feu avaient toujours été entendus, même après le départ de la foule.

### Affrontements renouvelés (juillet 2013)
Dans la région forestière du sud des gardes de sécurité de la pompe à essence de la tribu Guerze de Koule ont battu à mort un jeunes Konianké qu'ils ont accusé d'avoir volé le 15 juillet. Les combats se sont ensuite propagés à la capitale provinciale N'Zerekore, faisant 80 blessés et plusieurs maisons détruites. Bien que les forces de sécurité aient été déployées pour réprimer les combats et malgré l'annonce d'un couvre-feu par le préfet de N'Zerekore, Aboubacar Mbop Camara, les combats se sont d'abord poursuivis. Des personnes ont été attaquées avec des machettes, des haches, des bâtons, des pierres et des armes à feu tandis que des maisons et des voitures étaient incendiées. Le chef guerze Molou Holamou Azaly Zogbelemou figurait également parmi les blessés. Le nombre initial de morts a été estimé à 16, mais a augmenté jusqu'au 17 juillet lorsque les corps ont été récupérés dans les rues et déposés à la morgue, même sans identification en raison de l'absence de membres et de papiers d'identité. Un médecin de l'hôpital où se trouvait la morgue a déclaré qu'après que toutes les victimes aient été identifiées, les décès des deux communautés étaient soit brûlés vifs, soit massacrés.
Après les déploiements de troupes pour réprimer trois jours de violence, le porte-parole du gouvernement, Albert Damantang Camara, a déclaré : « Nous procédons maintenant à un triage pour savoir qui a fait quoi. Certains ont été arrêtés avec des machettes ou des gourdins mais d'autres avaient des (fusils de chasse) et des armes militaires." Il a également indiqué que "nous sommes aujourd'hui à environ 100 morts - 76 victimes à N'Zerekore et 22 autres à Koule", tandis qu'au moins 160 autres personnes ont été blessées. Les violences ont également fait suite à un accord entre les partis politiques opposés pour organiser les élections le 24 septembre, après des manifestations de rue qui ont parfois abouti à des affrontements ethniques.

## Réaction du gouvernement
Le président Alpha Condé et le gouvernement ont appelé au calme tout au long des violences, mais ils n'ont donné aucun bilan officiel aux médias. Le gouvernement a déclaré le 2 mars qu'il enquêterait pour savoir si les forces de sécurité avaient utilisé des balles à balles réelles contre des civils.
Alpha Condé était en Côte d'Ivoire au moment des manifestations et est rentré pour des entretiens avec l'opposition. Cette réunion qui devait discuter des préparatifs du vote de mai a été boycottée par la majorité de l'opposition, provoquant de nouveaux affrontements.
Finalement, le 7 mars, le gouvernement guinéen a cédé à la demande populaire et a reporté la date des élections du 12 mai « jusqu'à nouvel ordre », sur les recommandations de la Commission électorale nationale indépendante (CENI). Dans un communiqué de presse, le Premier ministre Mohamed Saïd Fofana a affirmé l'engagement du gouvernement à ne ménager aucun effort pour apaiser la tension politique, avec des promesses d'élections libres et équitables.
Le 10 mars, un tribunal guinéen a ordonné aux dirigeants de l'opposition de comparaître à une audience prévue le 14 mars, au cours de laquelle ils seraient interrogés pour leur rôle dans l'organisation des manifestations. Un porte-parole du gouvernement a déclaré à Reuters qu'ils feraient face à une "procédure civile", à la suite de l'appel du président Alpha Condé à traduire en justice les responsables des violences et du pillage d'entreprises. L'ancien Premier ministre Sidya Touré a qualifié la convocation de "procédure illégale pour ce qui était une marche autorisée" et de "manipulation de la justice à des fins politiques".
Le gouvernement guinéen a également accepté de suspendre les préparatifs du scrutin, ce qui a conduit l'opposition à accepter le 15 mars de participer aux pourparlers préliminaires pour sortir de l'impasse sur les élections. Quelques jours plus tard cependant, l'opposition appelait à un effort international pour aider à organiser les élections législatives, après un dialogue « douloureux » avec le gouvernement. Le chef de l'opposition Cellou Dalein Diallo a reproché au ministre de l'Intérieur Alhassane Condé la "méfiance entre nous et le gouvernement".

## Réaction internationale
Le 2 mars, l'Union africaine a annoncé qu'elle était profondément préoccupée par les récents développements politiques dans le pays « qui ont dégénéré en affrontements de rue et en violences et ont fait des morts et des destructions de biens ». Son président a exhorté toutes les parties prenantes à rester calmes et à s'engager dans un véritable dialogue sur la voie à suivre.
Le 5 mars, l'Union européenne a fait part de ses préoccupations concernant les troubles politiques et a exhorté toutes les parties concernées à « faire preuve de retenue et à résoudre les différends par le biais d'un dialogue national ».
Le bureau des droits de l'homme des Nations Unies et Ban Ki-Moon ont tous deux dénoncé les violences en Guinée et ont appelé les autorités « à protéger les civils et à veiller à ce que toutes les parties s'abstiennent d'utiliser la violence pour résoudre les différends »,.

## Victimes

### mars 2013
1er-6 mars : 8 civils tués lors de manifestations,.

### juillet 2013
14-24 juillet : 98 personnes tuées dans des violences sectaires.